# 男裤袜
男裤袜是给男士穿着的连裤袜。在美式英语中，连裤袜是指一种自1959年诞生以来，一般只有女性穿着的服饰。然而一些厂家也生产给男士穿着的连裤袜，即“pantyhose for men”或者称为“mantyhose”。

## 历史

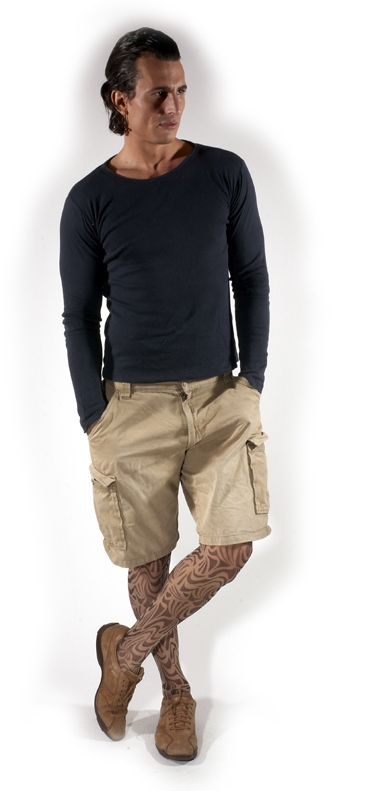
一名穿着印花裤袜的男子

1996年，美国的一家连裤袜公司L'eggs在网上开了一家店铺，上面有相关产品的公告。很快他们就发现大多数的讨论和访问他们页面的人都是男性。在1998年的一个调查之后，他们得出了一个结论，事实上，许多男性在日常生活中也会穿着裤袜，如果有的话，也希望可以买到专为男性尺码设计的裤袜。
根据这个调查和其他的市场调研，G. Lieberman & Sons公司（GLS袜业）在1999年开始生产和销售comfilon，在2002年更名为Activskin。Comfilon/ActivSkin的成功启发了Levee，德国的一家连裤袜厂商在2002年也开始生产名为WoMan的跨性别产品线。德国的另一家奢侈袜子生厂商Wolford也开始向男性顾客推荐及腰长袜。自此以后每年至少都有一个新厂商加入男性产品市场，如德国的Collanto和法国的Gerbe。

## 用作
男性會在各種場合穿著連褲襪，例如：

### 一般衣物

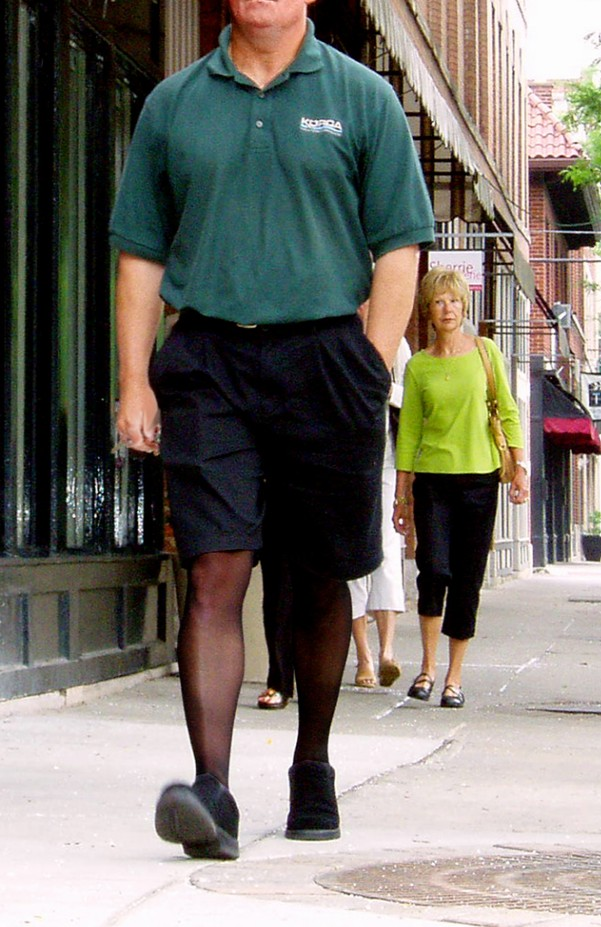
男子着短裤+连裤袜的搭配在美国许多城市的街道和其他地方越来越常见

- 国家橄榄球联盟的运动员在寒冷的天气下会在制服里面穿着
- 猎人和露营者在寒冷环境下用来御寒而作为打底穿着
- 患静脉曲张或其它循环系统疾病的男子，可能会需要穿着来减缓病症
- 骑马者为了防止擦伤和鞍疮而穿着
- 提升運動表現，减轻腿部肌肉疲勞，预防抽筋[5]

### 表演服裝
- 芭蕾舞男演员需要穿着白色、灰色、黑色等连裤袜进行演出，尽管在一些场合，这种服饰被称为“芭裤”或“大袜”，但实际上，他们穿着的就是连裤袜。青少儿舞蹈学员在练习时多穿着略有透肉、男女统一的普通舞蹈连裤袜，而表演时则有时会穿着材质更厚、带有肩带的芭裤。紧身而材质相对薄的裤袜有利于考官看清应试者的动作，北京舞蹈学院在2020年招生简章中，也建议报考“舞蹈表演（中国古典舞）方向”的男生穿着“短袖上衣，尼龙裤袜”，而不仅是一些舞蹈机构所称呼的“连体裤”。
- 舞台剧为模仿欧洲近代男性穿着，舞台剧演员需要穿着连裤袜以充当历史中男性穿着的羊毛长袜来表演，如汉密尔顿的服装设计。
- 合唱基于灯光和场景条件，要求学生统一穿着白色连裤袜可以在红色地毯、白色灯光下效果更加统一。因此，在各类广播体操比赛，[合唱]表演中，老师可能要求男学生穿着连裤袜表演。

### 医用
穿着连裤袜和其他所谓的“压力袜”可以给减缓腿部和脚踝的肿胀，并对静脉曲张有一定缓解作用。穿着连裤袜可以提供温暖并且能减少雷諾氏現象发生。连裤袜也能用来治疗类似淋巴水肿和深静脉血栓的一些经脉疾病。
据U.S. Dept. of Health & Human Services （页面存档备份，存于），“预防静脉曲张的唯一方式就是穿达到压力级别的袜子，最好能整天都穿着。”同时，他们指出“穿压力袜”是降低静脉曲张和毛细管扩张发送的途径之一。此外，美国皮肤外科学会在2001年做的一项研究也表明“穿着随时可以穿的重量轻（低压缩）的梯度压力袜是非常有效的改善不适症状如肿胀，疲劳，疼痛，以及腿部松紧度的办法”。
大部分人（无论男女）都或多或少的有一些腿部循环问题，比如静脉瓣膜功能不全和其他相关的问题。男人和女人生理上在这方面并无很大不同，参见关于“支撑袜”的资料性文章 （页面存档备份，存于），但这类疾病却更多的发生在男性患者身上，所以男性可以通过一些其他的方法改善。当问题严重的时候向医生咨询是必要的，但是医疗干预实际效果不大。通常情况下，防止这种情况的发生就是经常穿着裤袜。

### 潜水穿着
一些潜水员已经知道在他们的潜水衣里面穿着连裤袜或者类似的衣物可以在一定程度上减少在水中的冰冷，并且可以使穿脱潜水服更方便。连裤袜也能有效的防止被水母蜇伤 （页面存档备份，存于）。以前人们误以为穿连裤袜能防止被水母蜇伤是因为穿了连裤袜以后水母的毒刺（丝囊）由于长度不足而搆不到皮肤，但现在人们知道了那是因为水母毒刺的工作原理。水母触须上的毒刺细胞通过触摸不会启动，而是要接触到皮肤上的某种化学成分。

## 生产原因
如今厂商生产男用连裤袜的原因：
- 女用市场已经在20世纪90年代达到饱和，而男用市场却呈上升趋势。[6]
- 网上针织品零售商表示他们的相当一部分产品销售给了男性顾客。[7]淘宝微博指出，2019年，2500万男士偷偷在淘宝上买了近3亿条打底裤。
- 男性更倾向于使用寿命长的产品，因此会为每个质量好的单品出更多的钱。[8]